# Monicas bästa
Monicas bästa är en samlingsskiva av Monica Zetterlund och gavs ut 2001.

## Låtlista
1. Sakta vi gå genom stan (Musik: Fred E. Ahlert – svensk text: Beppe Wolgers)
  - Originaltitel: Walkin' My Baby Back Home
2. Gröna små äpplen (Musik: Bobby Russell – svensk text: Stig "Stikkan" Anderson)
  - Originaltitel: Little Green Apples
3. Att angöra en brygga (Musik: Lars Färnlöf – text: Hans Alfredson, Tage Danielsson)
4. I New York (Musik: Paul Desmond — svensk text: Beppe Wolgers)
  - Originaltitel: Take Five
5. En man och en kvinna (Musik: Francis Lai – svensk text: Björn Lindroth)
  - Originaltitel: Un homme et une femme
6. Farfars vals (Musik: Lars Färnlöf – text: Beppe Wolgers)
7. En gång i Stockholm (Musik: Bobbie Ericson – text: Beppe Wolgers)
8. Monicas vals (Musik: Bill Evans – text: Beppe Wolgers)
  - Originaltitel: Waltz for Debby
9. Den sista jäntan (Povel Ramel)
10. Rockin' Chair (Musik: Hoagy Carmichael – svensk text: Beppe Wolgers)
11. Visa från Utanmyra (Trad. – text: Björn Lindroth)
12. Trubbel (Olle Adolphson)
13. Mister Kelly (Owe Thörnqvist)
14. Sweet Georgie Fame (Musik: Blossom Dearie, Sandra Harris – svensk text: Stig Claesson)
15. It Could Happen to You (Musik: Jimmy Van Heusen – text: Johnny Burke) – 3:01
16. Va' e' de' där (Bobby Timmons – svensk text: Beppe Wolgers)
  - Originaltitel: Dat Dere
17. Alfie (Musik: Burt Bacharach – text: Hal David)
18. Var blev ni av? (Gloria Sklerov, Harry Lloyd – svensk text: Hans Alfredson, Tage Danielsson) 
  - Originaltitel: Where Did They Go